# Elaidius biplagiatus
Elaidius biplagiatus är en skalbaggsart som beskrevs av Stefan von Breuning 1942. Elaidius biplagiatus ingår i släktet Elaidius och familjen långhorningar. Inga underarter finns listade i Catalogue of Life.